# Здобич для Диявола
«Здобич для диявола» (англ. The Devil's Light)  — американський надприродний фільм жахів 2022 року режисера Деніела Стемма, у якому знімалися Жаклін Баєрс, Колін Салмон, Крістіан Наварро, Ліза Палфрі, Ніколас Ральф, Вірджинія Медсен і Бен Кросс.
Фільм розповідає про монахиню, яка навчається на екзорциста при Римсько-католицькій церкві та протистоїть одержимості демонами.
Lionsgate поширив Здобич для Диявола у кінотеатрах США та Канади 28 жовтня 2022 року. Фільм отримав негативні відгуки критиків.

## Сюжет
У відповідь на глобальне зростання демонічної володіння Католицька Церква знову відкриває школи екзорцизму для навчання священиків обряду екзорцизму.
Хоча черницям заборонено виконувати екзорцизм, отець Квінн визнає таланти сестри Енн, зокрема співчуття до одержимих демонами жертв, і погоджується навчити її. Потрапивши на духовну лінію фронту разом із однокурсником, отцем Данте, Енн опиняється в битві за душу молодої дівчини Наталі, яка, на її думку, одержима демоном, який багато років тому мучив психічно нестабільну матір Енн.
Енн допомагає звільнити бідну сестру Данте, мабуть, успішно. Однак наступного ранку керівництво школи та кардинал повідомляють їй, що жінка вчинила самогубство. Енн з жалем приходить до висновку, що у відповідь на трагедію вона повернеться до свого старого монастиря. Однак Данте заходить і каже, що у Наталі, яка одужала і залишила школу, стався рецидив і, ймовірно, її відправлять до Ватикану як «термінальний випадок». Він переконує її пробратися з ним до школи та вигнати Наталі.

## Актори
- Жаклін Баєрс — сестра Енн
  - Дебора Жечева в ролі молодої Енн
- Крістіан Наварро — батько Данте
- Позі Тейлор у ролі Наталі
- Колін Салмон — отець Квінн
- Ніколас Ральф — отець Реймонд
- Бен Кросс — кардинал Метьюз
- Вірджинія Медсен — доктор Пітерс
- Ліза Пелфрі в ролі сестри Євфемії
- Койна Русева — мати Енн
- Кора Кірк у ролі Емілії
- Елізабет Гібсон у ролі сестри Кайлі
- Велізар Бінєв — отець Бернхард
- Яна Маринова — мама Наталі
- Кіт Бартлетт в ролі Кларка

## Виробництво
У жовтні 2019 року фільм вперше анонсували як «Світло диявола» . Сценарій написав Роберт Заппія, а режисером спочатку був Джеймс Хоуз. Lionsgate та Gold Circle Films були спільними продюсерами фільму, зйомки планувалися на весну 2020 року. Пол Брукс, Джессіка Маланафі, Тодд Р. Джонс і Ерл Річі Джонс продюсували фільм, а Скотт Німейер, Девід Брукс і Бред Кесселл були виконавчими продюсерами. Сценарій Заппіа, який спочатку називався «Полум'я диявола», потрапив до BloodList 2018 року. У лютому 2020 року Деніел Стемм мав стати режисером, що ознаменувало його повернення до піджанру екзорцизму після фільму 2010 року «Останній екзорцизм». У червні 2020 року Жаклін Баєрс була оголошена головною актрисою, яка зіграла разом із Вірджинією Медсен, Беном Кроссом, Коліном Салмоном, Крістіаном Наварро та Ніколасом Ральфом.
Зйомки проходили влітку 2020 року в Софії, Болгарія. Актор Бен Кросс помер 18 серпня 2020 року і завершив зйомки своєї ролі за десять днів до цього.

## Реліз
«Здобич для диявола» вийшов у кінотеатрах 28 жовтня 2022 року компанією Lionsgate. Раніше було заплановано, що кінотеатральний прокат у Сполучених Штатах відбудеться 8 січня 2021 року, а потім перенесено на 11 лютого 2022 року.
13 грудня 2022 року фільм було випущено для платформ VOD, а 3 січня 2023 року відбувся випуск на Blu-ray, DVD та 4K UHD.